# Vallée du Cens
 (janvier 2009).
Si vous disposez d'ouvrages ou d'articles de référence ou si vous connaissez des sites web de qualité traitant du thème abordé ici, merci de compléter l'article en donnant les références utiles à sa vérifiabilité et en les liant à la section « Notes et références ».
La vallée du Cens s'étend sur les 2 500 derniers mètres du cours de la rivière du Cens, qui prend sa source à Vigneux-de-Bretagne et se jette dans l'Erdre à Nantes.

Cette vallée débute à Nantes dans le quartier dit du "Pont du Cens" au niveau de la route de Rennes et se termine au point de confluence de la rivière, sur les bords de l'Erdre, peu après le quartier dit du "Petit Port". La rivière marque d'ailleurs administrativement la limite entre trois quartiers : Nantes Nord sur sa rive gauche, et ceux situés sur sa rive droite que sont Breil - Barberie (en amont du boulevard du Petit-Port) et Hauts-Pavés - Saint-Félix (en aval de ce boulevard).
À Nantes, une promenade a été réalisée dans cette vallée et a constitué une première dans les années 1970. Le tracé de celle-ci permet d'effectuer des liaisons inter-quartiers particulièrement appréciées, grâce à la mise en place d'une multitude de petits ponts comme le pont en bois reliant le quartier de la Barberie (accès par l'avenue de Tahiti) au quartier de la Côte d'Or (accès par l'avenue d'Armor).

## Photos

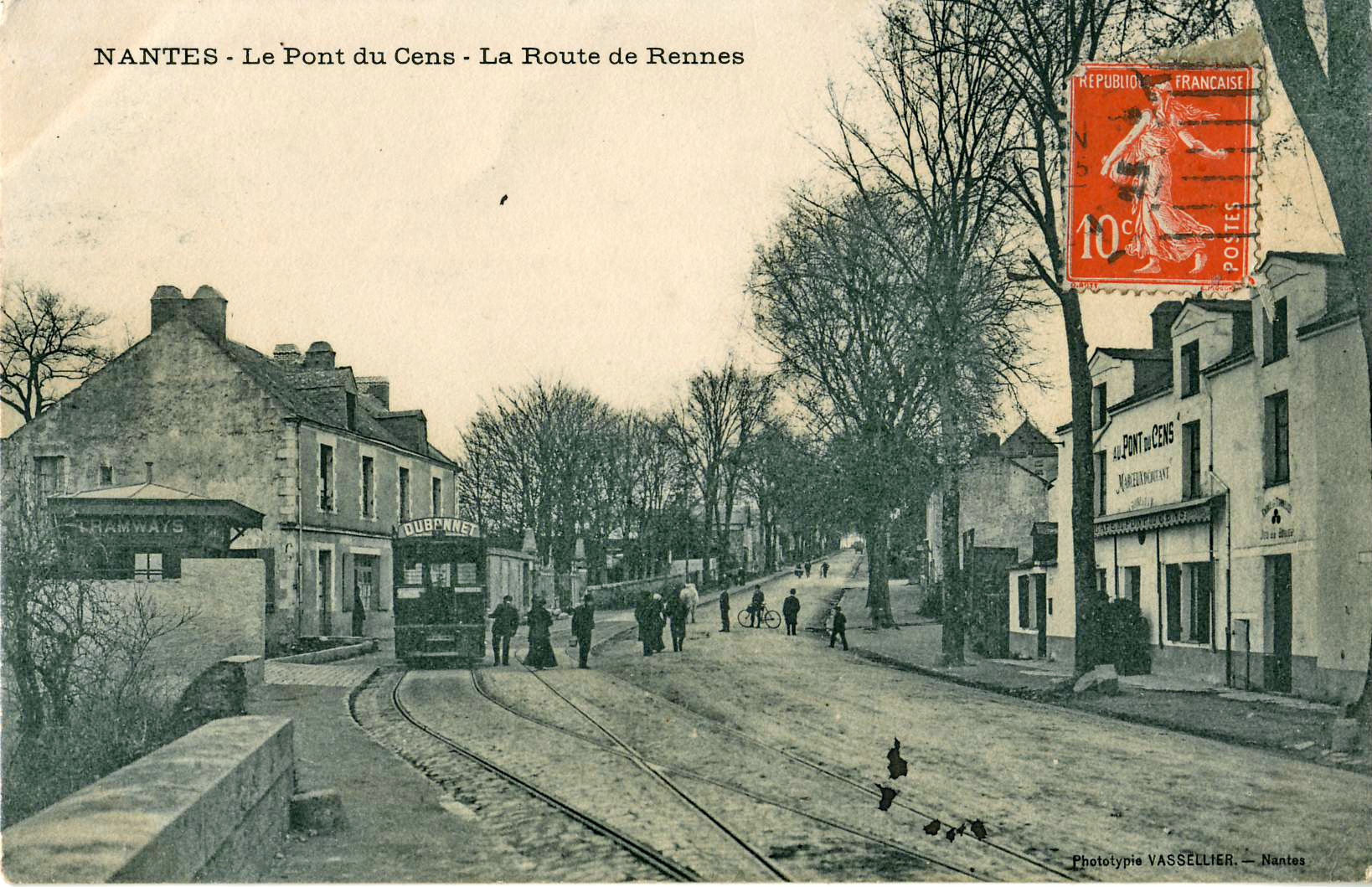
Le pont du Cens vers 1915.
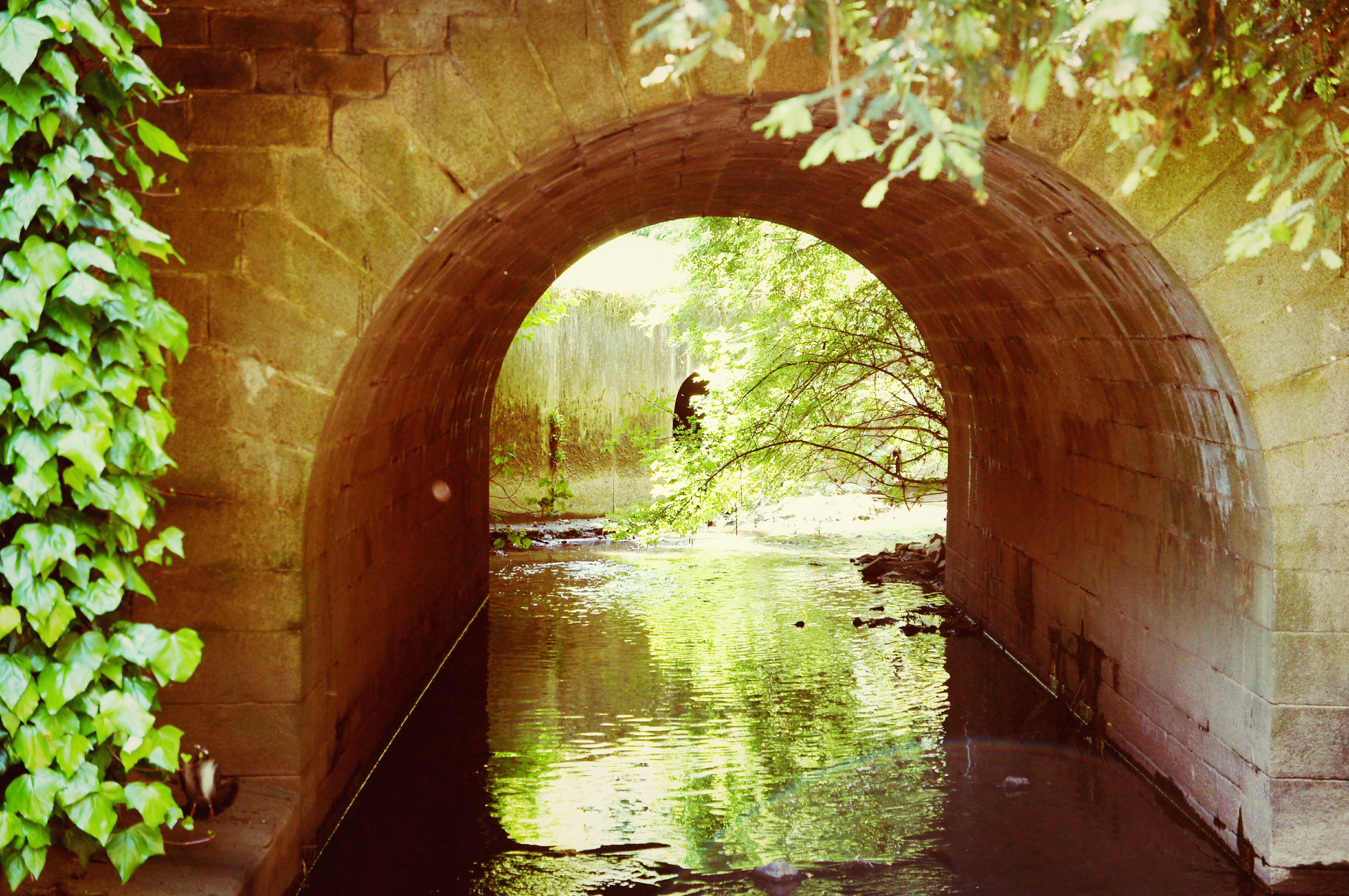
Le Pont du Cens sous la route de Rennes